# 아이스크라우클레 전투

아이스크라우클레의 위치를 보여주는 1260년의 리보니아

아이스크라우클레 전투(Battle of Aizkraukle)는 1279년 3월 5일 트라이데니스가 이끄는 리투아니아 대공국과 현재 라트비아의 아이스크라우클레(독일어: Ascheraden) 근처에 있는 튜턴 기사단의 리보니아 지부 사이에서 벌어진 전투이다. 기사단은 큰 패배를 겪었다. 그랜드 마스터인 에른스트 폰 라스부르크와 덴마크 에스토니아 기사단의 지도자인 에일라트 호버그를 포함한 71명의 기사가 사망했다. 이는 13세기 기사단의 두 번째로 큰 패배였다. 전투 후 세미갈리안의 듀크 나미시스는 트라이데니스를 그의 종주국으로 인정했다.